# Gädggávre
Gädggávre (Gädgaureh) är en grupp sjöar i Skellefteälvens avrinningsområde i Arjeplogs kommun i Lappland, Sverige. De två största är:
- Gädgaureh (Arjeplogs socken, Lappland), sjö i Arjeplogs kommun, 66°38′18″N 16°54′54″Ö / 66.6382°N 16.915°Ö (1,05 km²)
- Gädgaureh, Lappland, sjö i Arjeplogs kommun, 66°39′02″N 16°53′04″Ö / 66.6505°N 16.8845°Ö (1,51 km²)